# Pseudepipona angusta
Pseudepipona angusta är en stekelart som först beskrevs av Henri Saussure.  Pseudepipona angusta ingår i släktet Pseudepipona och familjen Eumenidae. Inga underarter finns listade i Catalogue of Life.